# Дзёва (Муромати)
Дзёва или Тэйва (яп. 貞和 дзё:ва, тэйва) — девиз правления (нэнго) японского императора Комё из северной династии, использовавшийся с 1345 по 1350 год.
В Южном Дворе в этот период правил император Го-Мураками с нэнго Кококу (1340—1347) и Сёхэй (1347—1370).

## Продолжительность
Начало и конец эры:
- 21-й день 10-й луны 4-го года Коэй (по юлианскому календарю — 15 ноября 1345);
- 27-й день 2-й луны 6-го года Дзёва (по юлианскому календарю — 4 апреля 1350).

## Происхождение
Название нэнго было заимствовано из классического древнекитайского сочинения «Ивэнь лэйцзюй» (кит. 芸文類聚, пиньинь Yìwén Lèijù, буквально: «Классифицированное собрание произведений литературы и искусства»):「体乾霊之休徳、稟貞和之純精」.

## События
даты по юлианскому календарю
- 1346 год (2-я луна 2-го года Дзёва) — кампаку Такацукаса Морохира был освобожден от своих обязанностей, на его место был поставлен Нидзё Ёсимото[6];
- 1347 год (9-я луна 3-го года Дзёва) — Нидзё Ёсимото перешёл с должности кампаку на садайдзина[6];
- 1349 год (5-й год Дзёва) — император Го-Мураками бежал в область Ано (Кано) провинции Ямато; Асикага Тадаёси поссорился с Кано Моронао; Асикага Мотоудзи, сын Такаудзи, был назначен на должность канрэя[7];

## Сравнительная таблица
Ниже представлена таблица соответствия японского традиционного и европейского летосчисления. В скобках к номеру года японской эры указано название соответствующего года из 60-летнего цикла китайской системы гань-чжи. Японские месяцы традиционно названы лунами.
| 1-й год Дзёва (Деревянный Петух)   | 1-я луна        | 2-я луна*  | 3-я луна  | 4-я луна* | 5-я луна* | 6-я луна  | 7-я луна*             | 8-я луна   | 9-я луна*   | 10-я луна               | 11-я луна  | 12-я луна     |                |
| 6-й год Кококу                     | 1-я луна        | 2-я луна*  | 3-я луна  | 4-я луна* | 5-я луна* | 6-я луна  | 7-я луна*             | 8-я луна   | 9-я луна*   | 10-я луна               | 11-я луна  | 12-я луна     |                |
| ---------------------------------- | --------------- | ---------- | --------- | --------- | --------- | --------- | --------------------- | ---------- | ----------- | ----------------------- | ---------- | ------------- | -------------- |
| Юлианский календарь                | 3 февраля 1345  | 5 марта    | 3 апреля  | 3 мая     | 1 июня    | 30 июня   | 30 июля               | 28 августа | 27 сентября | 26 октября              | 25 ноября  | 25 декабря    |                |
| 2-й год Дзёва (Огненная Собака)    | 1-я луна*       | 2-я луна   | 3-я луна* | 4-я луна  | 5-я луна* | 6-я луна* | 7-я луна              | 8-я луна*  | 9-я луна    | 9-я луна (високосная) * | 10-я луна  | 11-я луна     | 12-я луна*     |
| 7-й год Кококу                     | 1-я луна*       | 2-я луна   | 3-я луна* | 4-я луна  | 5-я луна* | 6-я луна* | 7-я луна              | 8-я луна*  | 9-я луна    | 9-я луна (високосная) * | 10-я луна  | 11-я луна     | 12-я луна*     |
| Юлианский календарь                | 24 января 1346  | 22 февраля | 24 марта  | 22 апреля | 22 мая    | 20 июня   | 19 июля               | 18 августа | 16 сентября | 16 октября              | 14 ноября  | 14 декабря    | 13 января 1347 |
| 3-й год Дзёва (Огненная Свинья)    | 1-я луна        | 2-я луна   | 3-я луна* | 4-я луна  | 5-я луна* | 6-я луна* | 7-я луна              | 8-я луна*  | 9-я луна    | 10-я луна*              | 11-я луна  | 12-я луна*    |                |
| 2-й год Сёхэй                      | 1-я луна        | 2-я луна   | 3-я луна* | 4-я луна  | 5-я луна* | 6-я луна* | 7-я луна              | 8-я луна*  | 9-я луна    | 10-я луна*              | 11-я луна  | 12-я луна*    |                |
| Юлианский календарь                | 11 февраля 1347 | 13 марта   | 12 апреля | 11 мая    | 10 июня   | 9 июля    | 7 августа             | 6 сентября | 5 октября   | 4 ноября                | 3 декабря  | 2 января 1348 |                |
| 4-й год Дзёва (Земляная Крыса)     | 1-я луна        | 2-я луна   | 3-я луна* | 4-я луна  | 5-я луна  | 6-я луна* | 7-я луна*             | 8-я луна   | 9-я луна*   | 10-я луна               | 11-я луна* | 12-я луна     |                |
| 3-й год Сёхэй                      | 1-я луна        | 2-я луна   | 3-я луна* | 4-я луна  | 5-я луна  | 6-я луна* | 7-я луна*             | 8-я луна   | 9-я луна*   | 10-я луна               | 11-я луна* | 12-я луна     |                |
| Юлианский календарь                | 31 января 1348  | 1 марта    | 31 марта  | 29 апреля | 29 мая    | 28 июня   | 27 июля               | 25 августа | 24 сентября | 23 октября              | 22 ноября  | 21 декабря    |                |
| 5-й год Дзёва (Земляной Бык)       | 1-я луна*       | 2-я луна   | 3-я луна* | 4-я луна  | 5-я луна  | 6-я луна* | 6-я луна (високосная) | 7-я луна*  | 8-я луна    | 9-я луна*               | 10-я луна  | 11-я луна*    | 12-я луна      |
| 4-й год Сёхэй                      | 1-я луна*       | 2-я луна   | 3-я луна* | 4-я луна  | 5-я луна  | 6-я луна* | 6-я луна (високосная) | 7-я луна*  | 8-я луна    | 9-я луна*               | 10-я луна  | 11-я луна*    | 12-я луна      |
| Юлианский календарь                | 20 января 1349  | 18 февраля | 20 марта  | 18 апреля | 18 мая    | 17 июня   | 16 июля               | 15 августа | 13 сентября | 13 октября              | 11 ноября  | 11 декабря    | 9 января 1350  |
| 6-й год Дзёва (Металлический Тигр) | 1-я луна*       | 2-я луна   | 3-я луна* | 4-я луна  | 5-я луна* | 6-я луна  | 7-я луна              | 8-я луна*  | 9-я луна    | 10-я луна*              | 11-я луна  | 12-я луна*    |                |
| 5-й год Сёхэй                      | 1-я луна*       | 2-я луна   | 3-я луна* | 4-я луна  | 5-я луна* | 6-я луна  | 7-я луна              | 8-я луна*  | 9-я луна    | 10-я луна*              | 11-я луна  | 12-я луна*    |                |
| Юлианский календарь                | 8 февраля 1350  | 9 марта    | 8 апреля  | 7 мая     | 6 июня    | 5 июля    | 4 августа             | 3 сентября | 2 октября   | 1 ноября                | 30 ноября  | 30 декабря    |                |

* звёздочкой отмечены короткие месяцы (луны) продолжительностью 29 дней. Остальные месяцы длятся 30 дней.